# Краснопера Северин Йосипович
Северин Йосипович Краснопера (30 травня 1888, Скорики біля Підволочиська — не раніше 1938) — український адвокат, військовик, сотник УГА.

## Життєпис
Северин Краснопера народився в с. Скорики (нині Тернопільської области, Україна) в родині греко-католицького священника о. Йосипа Краснопери. Братом Северина був хорунжий Української галицької армії (УГА) Леонтій Краснопера.
Навчався в гімназії в Тернополі з руською (українською) мовою викладання (1898—1906), у Львівському університеті. Працював адвокатським конципієнтом (помічником адвоката) у м. Золочеві (нині Львівщина) і Тернополі.
Мобілізований до Армії Австро-Угорщини влітку 1914 року, потім закінчив школу старшин, воював на фронті. Від 1917 року — інспектор, від серпня 1918 — командант вишколу Легіону УСС; отримав ранг поручника. 
У листопаді 1918 року брав участь у боях за Львів. Потрапив у польський полон, але в грудні 1918 року втік і повернувся на службу в УГА. 1 січня 1919 року став сотником. Після відступу УГА з Галичини за Збруч служив у штабі уповноваженого з військових справ диктатора ЗУНР Євгена Петрушевича.
Разом із Юліаном Буцманюком розробили нереалізований проєкт знаку Ордена Визволення, що пізніше став основою форми Хреста Симона Петлюри.
У 1938 році переїхав на батьківщину дружини — Словаччину.